# 칼 밸란틴

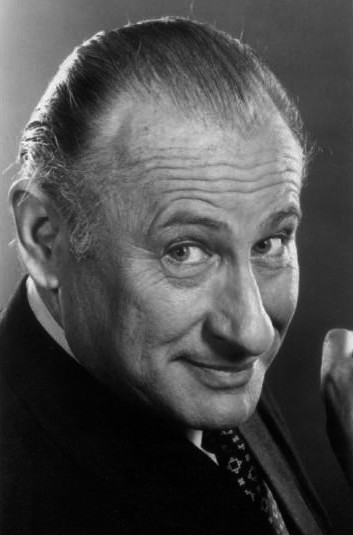

칼 밸란틴(Carl Ballantine, 1917년 9월 27일 ~ 2009년 11월 3일)은 미국의 배우, 텔레비전 배우, 마술사이다.
시카고에서 태어났으며 할리우드 힐스에서 사망하였다. 사인은 질병이다.

## 영화
- 시스터 에이미 (2006년)
- 수잔스 플랜 (1998년)
- 베스트 오브 타임즈 (1986년)
- 목사님 만세 (1979년)
- 월드 그레이티스트 러버 (1977년)
- 걸 모스트 라이크리 투 (1973년)
- 스피드웨이 (1968년)
- 페넬로피 (1966년)
- 특전 네이비 (1964년)